# Anthy-sur-Léman
Pour les articles homonymes, voir Anthy (méthode de saisie).
Anthy-sur-Léman (Anti en arpitan savoyard) est une commune française située dans le département de la Haute-Savoie, en région Auvergne-Rhône-Alpes. Anthy-sur-Léman est membre de la communauté de communes du Bas-Chablais et de l'agglomération du Grand Genève.

## Géographie
La commune a une superficie de 459 hectares dont 26 de bois. Elle est située au nord du département, dans la région du Chablais français sur la rive du Léman. 
Anthy-sur-Léman connaît un développement important lié à sa position géographique privilégiée et à la proximité de Thonon-les-Bains.
L'altitude est comprise entre 374 m au nord et 466 m au sud.

## Urbanisme

### Typologie
Au 1er janvier 2024, Anthy-sur-Léman est catégorisée ceinture urbaine, selon la nouvelle grille communale de densité à sept niveaux définie par l'Insee en 2022.
Elle appartient à l'unité urbaine de Thonon-les-Bains, une agglomération intra-départementale regroupant treize  communes, dont elle est une commune de la banlieue,,. Par ailleurs la commune fait partie de l'aire d'attraction de Genève - Annemasse (partie française), dont elle est une commune de la couronne,. Cette aire, qui regroupe 158 communes, est catégorisée dans les aires de 700 000 habitants ou plus (hors Paris),.
La commune, bordée par un plan d’eau intérieur d’une superficie supérieure à 1 000 hectares, le Léman, est également une commune littorale au sens de la loi du 3 janvier 1986, dite loi littoral. Des dispositions spécifiques d’urbanisme s’y appliquent dès lors afin de préserver les espaces naturels, les sites, les paysages et l’équilibre écologique du littoral, tel le principe d'inconstructibilité, en dehors des espaces urbanisés, sur la bande littorale des 100 mètres, ou plus si le plan local d’urbanisme le prévoit.

### Occupation des sols
L'occupation des sols de la commune, telle qu'elle ressort de la base de données européenne d’occupation biophysique des sols Corine Land Cover (CLC), est marquée par l'importance des territoires artificialisés (64,1 % en 2018), en augmentation par rapport à 1990 (52,6 %). La répartition détaillée en 2018 est la suivante : 
zones urbanisées (48,3 %), terres arables (29,8 %), zones industrielles ou commerciales et réseaux de communication (15,8 %), forêts (4,5 %), zones agricoles hétérogènes (0,9 %), prairies (0,5 %), eaux continentales (0,1 %).
L'IGN met par ailleurs à disposition un outil en ligne permettant de comparer l’évolution dans le temps de l’occupation des sols de la commune (ou de territoires à des échelles différentes). Plusieurs époques sont accessibles sous forme de cartes ou photos aériennes : la carte de Cassini (XVIIIe siècle), la carte d'état-major (1820-1866) et la période actuelle (1950 à aujourd'hui).

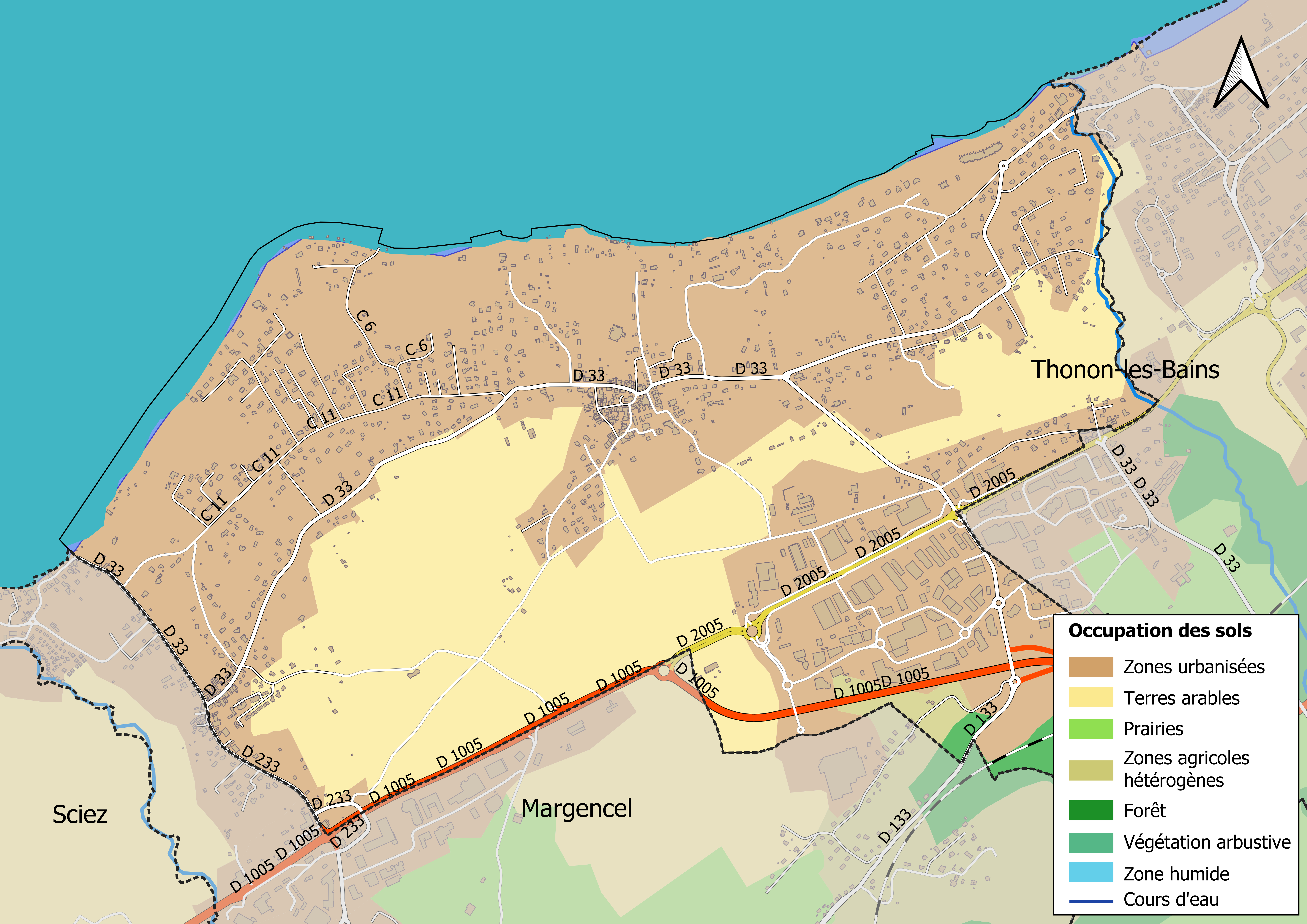
Carte des infrastructures et de l'occupation des sols en 2018 (CLC) de la commune.
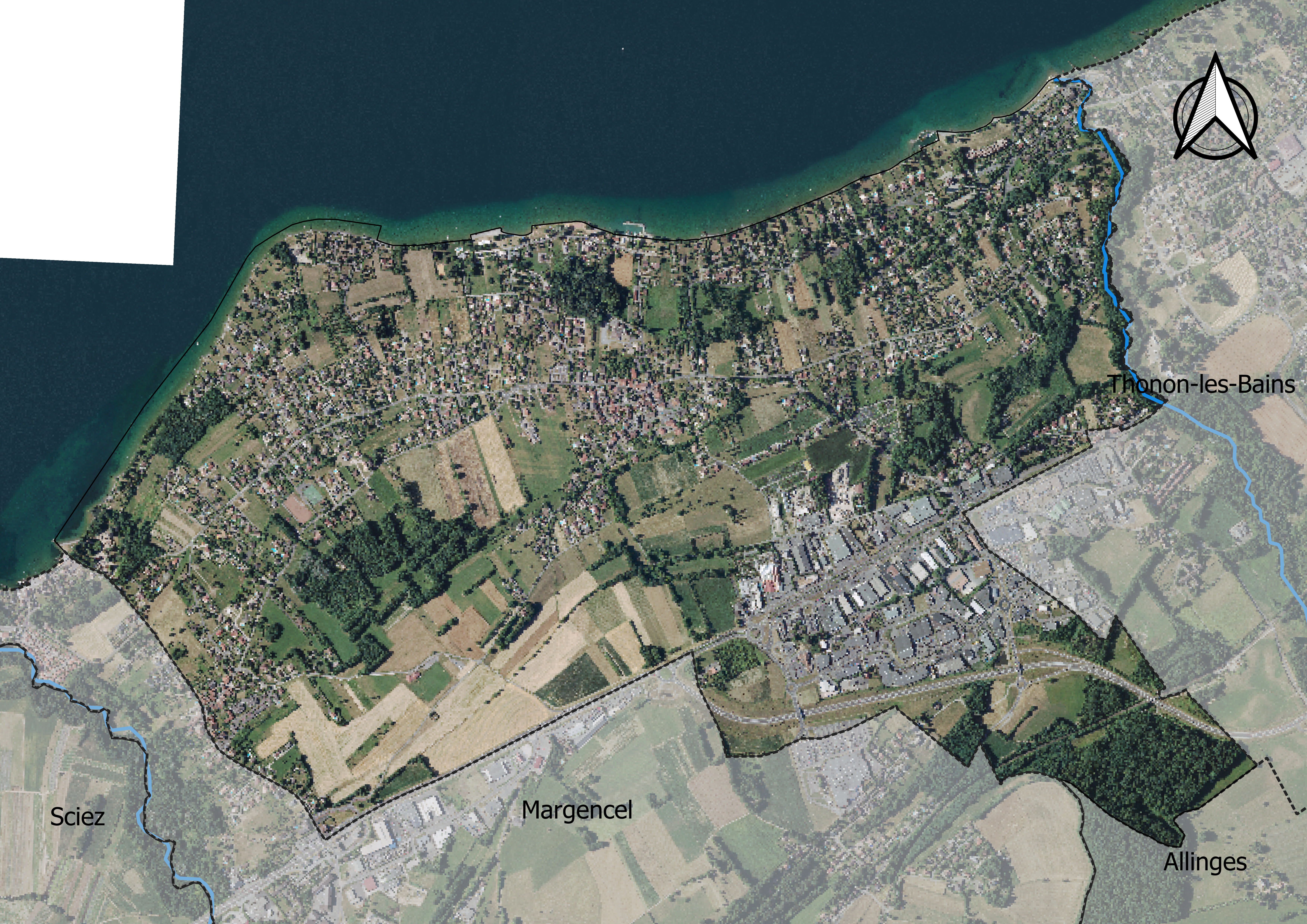
Carte orthophotogrammétrique de la commune.

## Toponymie
Le nom de la localité est attesté dès la seconde partie du XIIe siècle. On trouve ainsi dans la documentation les formes suivantes : Antiez (1187), Antyaz (1303), Anthier (1306), Cura de Anthiez (vers 1344), Anthie (XIVe siècle), puis Anthy jusqu'en 1971. La commune prend officiellement le nom d'Anthy-sur-Léman, le 12 août 1971, selon le Code officiel géographique français.
Le toponyme dérive très probablement du nom d'un domaine d'origine gallo-romaine *Ant[h]iacum.
En francoprovençal, le nom de la commune s'écrit Anti, selon la graphie de Conflans.

## Histoire
Catastrophes naturelles passées sur la commune :
- le 29 juin 1997 : inondations, coulées de boue et mouvements de terrain ;
- du 6 au 10 novembre 1982 : tempête.

## Politique et administration
Modifications administratives de la commune :
- 01/04/1998 : Anthy-sur-Léman passe du canton de Thonon-les-Bains-Est au canton de Thonon-les-Bains-Ouest ;
- 01/01/1983 : Anthy-sur-Léman est rétablie[3] ;
- 01/01/1974 : Anthy-sur-Léman est rattachée à Thonon-les-Bains (fusion association)[3] ;
- 12/08/1971 : Anthy devient Anthy-sur-Léman[3] ;
- ? : Anthy-sur-Léman intègre la communauté de communes du Bas-Chablais.

### Liste des maires
| Période                                  | Période                   | Identité                     | Étiquette | Qualité                    |
| ---------------------------------------- | ------------------------- | ---------------------------- | --------- | -------------------------- |
| 1871                                     | 1884                      | Jean-François Brouze         |           |                            |
| 1908                                     | 1918                      | Édouard Frézier              |           |                            |
| Les données manquantes sont à compléter. |                           |                              |           |                            |
| mars 1989                                | mars 2001                 | Noël Duchêne                 |           |                            |
| mars 2001                                | mars 2008                 | Jacques Gorophal (1928-2015) | DVG       | Retraité                   |
| mars 2008                                | mars 2014                 | Jean-Paul Vesin              | DVG       | Technicien                 |
| mars 2014                                | mai 2020                  | Jean-Louis Baur              | DVD       | Chef d'entreprise retraité |
| mai 2020                                 | En cours (au 28 mai 2020) | Isabelle Asni-Duchêne        | SE        | Secrétaire de direction    |

## Démographie
L'évolution du nombre d'habitants est connue à travers les recensements de la population effectués dans la commune depuis 1793. Pour les communes de moins de 10 000 habitants, une enquête de recensement portant sur toute la population est réalisée tous les cinq ans, les populations de référence des années intermédiaires étant quant à elles estimées par interpolation ou extrapolation. Pour la commune, le premier recensement exhaustif entrant dans le cadre du nouveau dispositif a été réalisé en 2004.

En 2022, la commune comptait 2 370 habitants, en évolution de +9,77 % par rapport à 2016 (Haute-Savoie : +6,01 %, France hors Mayotte : +2,11 %).
| 1793 | 1800 | 1806 | 1822 | 1838 | 1848 | 1858 | 1861 | 1866 |
| ---- | ---- | ---- | ---- | ---- | ---- | ---- | ---- | ---- |
| 333  | 356  | 362  | 450  | 529  | 582  | 533  | 558  | 590  |

| 1872 | 1876 | 1881 | 1886 | 1891 | 1896 | 1901 | 1906 | 1911 |
| ---- | ---- | ---- | ---- | ---- | ---- | ---- | ---- | ---- |
| 566  | 561  | 614  | 564  | 541  | 515  | 476  | 470  | 473  |

| 1921 | 1926 | 1931 | 1936 | 1946 | 1954 | 1962 | 1968 | 1982  |
| ---- | ---- | ---- | ---- | ---- | ---- | ---- | ---- | ----- |
| 426  | 419  | 401  | 369  | 354  | 375  | 494  | 579  | 1 121 |

| 1990  | 1999  | 2004  | 2006  | 2009  | 2014  | 2019  | 2022  | - |
| ----- | ----- | ----- | ----- | ----- | ----- | ----- | ----- | - |
| 1 383 | 1 767 | 1 857 | 1 866 | 1 966 | 2 131 | 2 198 | 2 370 | - |

## Culture locale et patrimoine

### Lieux et monuments

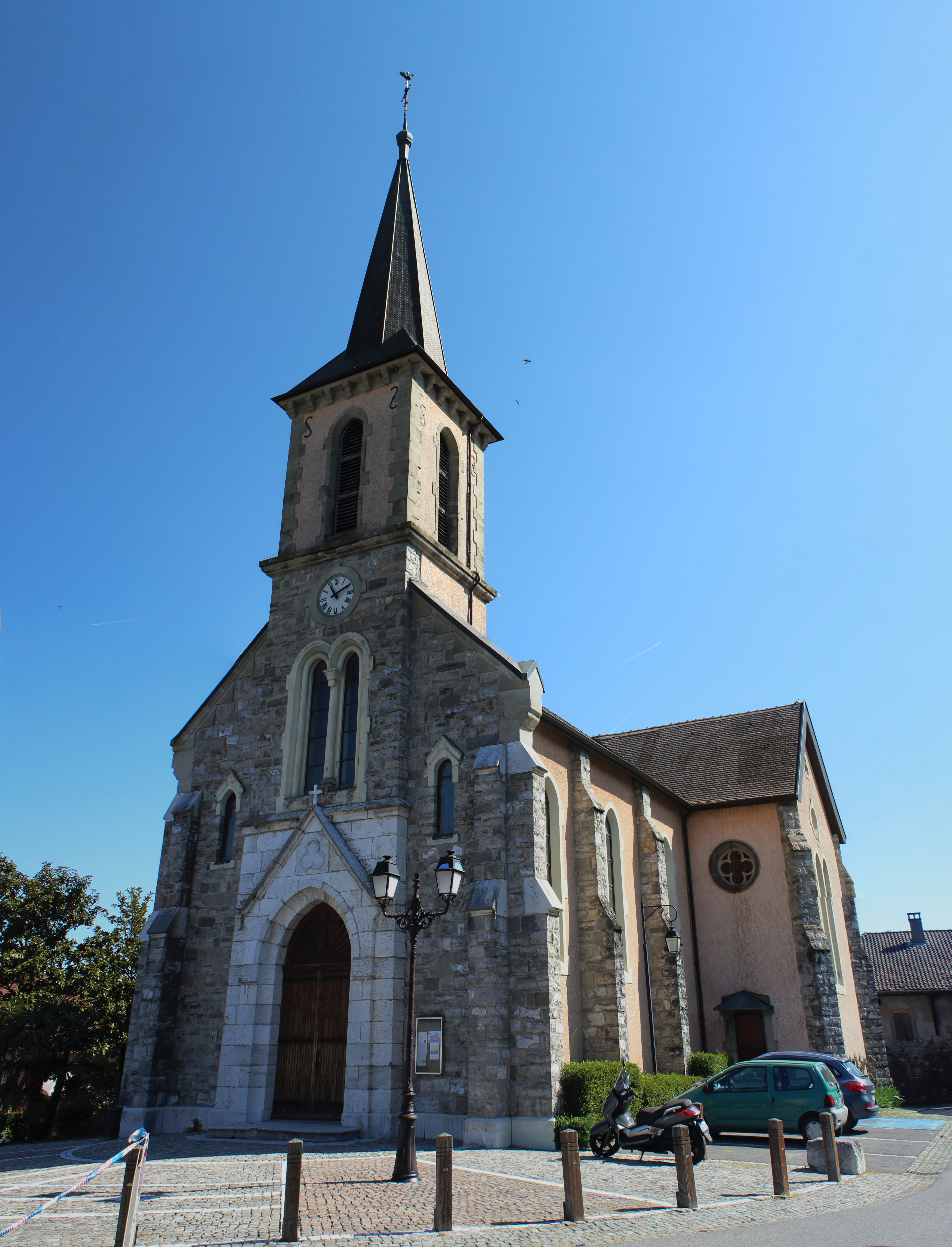
Église Saint-Barthélemy.

En 2014, Anthy-sur-Léman détient « deux fleurs » au classement national des villes et villages fleuris.
On y trouve la Pierre des Sacrifices, une pierre à cupules.
- Église Saint-Barthélémy, reconstruite en 1882.

### Personnalités liées à la commune
Girard d'Anthy fait reconnaissance à Amédée V, comte de Savoie, de sa maison de Villette avec ses dépendances et le revenu annuel de 20 livrées de terre, moyennant la somme de 206 livres de genevois vieux.